# Шарунас, Повилас
Повилас Шарунас (лит. Povilas Šarūnas; 14 ноября 1985) — литовский футболист, правый защитник.

## Биография
Воспитанник клуба «Атлантас» (Клайпеда). В начале карьеры играл за дубль «Атлантаса» в низших лигах Литвы и за «Бангу» (Гаргждай) в первой лиге. Летом 2004 году был отдан в аренду в «Шилуте», выступавший в высшем дивизионе, дебютный матч сыграл 22 августа 2004 года против «Вильнюса». Первый гол забил в своём втором матче, 29 августа в ворота «Ветры», принеся своему клубу победу (1:0). Всего за половину сезона сыграл 11 матчей и забил один гол в чемпионате за «Шилуте». В 2005 году вернулся в «Атлантас» и стал регулярно играть за основную команду в А-лиге. Участник одного матча Кубка УЕФА в 2005 году. Однако в 2006 году потерял место в основе клуба, большую часть сезона провёл в составе «Атлантаса-2» во второй лиге, а также в июле 2006 года сыграл один матч за «Шилуте» в высшем дивизионе. С 2007 года снова играл за основной состав клайпедского клуба.
В 2009 году «Атлантас» был по неспортивным причинам переведён в первую лигу и футболист перешёл в один из сильнейших в то время клубов Литвы — «Экранас» (Паневежис). В сезоне 2009 года сыграл 19 матчей и стал чемпионом Литвы. Участник проигранного матча Суперкубка Литвы 2009 года против «Судувы», Кубка Содружества-2010 (2 матча), Кубка Президента Туркменистана, Балтийской лиги. Однако в первой половине сезона 2010 года не сыграл ни одного официального матча в чемпионате за «Экранас», лишь два раза появившись в заявке на матчи. Летом 2010 года перешёл в клуб А-Лиги «Клайпеда».
В 2011 году выступал за таллинскую «Левадию» в чемпионате Эстонии, провёл 18 матчей и забил один гол, а его клуб финишировал лишь четвёртым. Сыграл два матча в Лиге Европы, в которых «Левадия» уступила люксембургскому клубу «Дифферданж», также принял участие в матче Суперкубка Эстонии, проигранном «Флоре». После вылета эстонского клуба из еврокубков в августе 2011 года прекратил выступления за клуб.
Вернувшись на родину, в 2012 году сыграл два матча в А-Лиге за «Атлантас», после этого завершил карьеру.
Всего в высшем дивизионе Литвы сыграл 112 матчей и забил 3 гола.
В 2004—2005 годах призывался в молодёжную сборную Литвы, но ни одного официального матча не сыграл.

## Достижения
- Чемпион Литвы: 2009